# Сирибоонрод, Джантри
Джантри Сирибоонрод (тайск. จันตรี ศิริบุญรอด; 31 марта 1917 – 13 марта 1968 года) — тайский писатель, специализировался на научной фантастике. Джантри Сирибоонрода считают "отцом тайской научной фантастики".

## Биография
Джантри Сирибоонрод родился 31 марта 1917 года  в г.Бангкок, Таиланд.
Карьера Джантри начинается после окончания университета в Бангкоке, тогда его направили на государственную службу в Департамент минеральных  ресурсов (ныне Департамент минеральных ресурсов Министерства энергетики) при правительстве Таиланда. Будучи старшим преподавателем естественно-научных дисциплин средней школы им. Кеннета Маккензи в провинции Лампанг, начинает работу над первыми романами и научными статьями, которые выходят ограниченным тиражом.
В 1945 году, совместно с доктором Прича Аматикулом, на тот момент действующим помощником заместителя Научного общества Таиланда, сотрудничает с редакцией научного журнала Witthayasat Mahatsachan. Под этим же именем публикует научно-фантастические произведения, научные статьи , а также биографии ученых  вплоть до своей отставки в 1959 году.После ухода из редакции журнала Witthayasat Mahatsachan продолжает литературную деятельность и публикует новые книги, которые положительно оценивают литературные критики Таиланда.
Его книги Phu Dap Duang Athit и Phu Phop Phaendin были включены в список 88 лучших книг научной фантастики Таиланда.
Умер Джантри Сирибоонрод 13 марта 1968 года в Бангкоке, Таиланд. После его смерти Правительство Таиланда учредило национальную премию имени Джантри Сирибоонрода, получить которую считается очень престижно среди писателей научной фантастики.

## Книги
1. Lok Thalom
2. Phu Dap Duang Athit (книга вошла в список 88 лучших книг научной фантастики Таиланда)
3. Phu Phop Phaendin (книга вошла в список 88 лучших книг научной фантастики Таиланда)
4. Manut Khu
5. Phu Sang Anakhot

## Премия Джанри Сирибоонрода
В 2005 году ведущим тайским издательством "Name Books Co. Ltd." совместно с издательством научно-фантастической литературы "SciPub", Научным обществом Таиланда под руководством Его Величества Короля, руководителями научно-литературного проекта по поиску талантливой молодежи, а также Национальной организацией по развитию научных исследований и разработки технологий Таиланда была учреждена премия имени Джанри Сирибоонрода за достижения в области тайской научной фантастики.
Премия имени Джанри Сирибоонрода вручается ежегодно лучшим писателям научной фантастики Таиланда.